# Godiputamatiapara
Godiputamatiapara es una ciudad y ciudad censal situada en el distrito de Puri en el estado de Odisha (India). Su población es de 5967 habitantes (2011). Se encuentra a 32 km de Bhubaneswar y a 54 km de Cuttack.

## Demografía
Según el censo de 2011 la población de Godiputamatiapara era de 5967 habitantes, de los cuales 3053 eran hombres y 2914 eran mujeres. Godiputamatiapara tiene una tasa media de alfabetización del 89,61%, superior a la media estatal del 72,87%: la alfabetización masculina es del 94,83%, y la alfabetización femenina del 84,18%.